# برشاوشان منفتح
برشاوشان منفتح (الاسم العلمي: Adiantum patens) هو نوع من النباتات يتبع جنس البرشاوشان من الفصيلة الديشارية.